# Quatre sans barreur poids légers aux Jeux olympiques d'été de 2012
Navigation
Pékin 2008 Rio de Janeiro 2016
L'épreuve masculine du quatre sans barreur poids légers des Jeux olympiques d'été 2012 de Londres se déroule sur le Dorney Lake du 28 juillet au 2 août 2012.

## Horaires
Les temps sont donnés en Western European Summer Time (UTC+1)
| Date                     | Temps   | Série          |
| ------------------------ | ------- | -------------- |
| Samedi 28 juillet 2012   | 11 h 00 | Qualifications |
| Dimanche 29 juillet 2012 | 9 h 40  | Repêchages     |
| Mardi 31 juillet 2012    | 12 h 40 | Demi-finale    |
| Jeudi 2 août 2012        | 10 h 00 | Finale B       |
| Jeudi 2 août 2012        | 12 h 10 | Finale A       |

## Médaillés
| Or                                                                     | Argent                                                                     | Bronze                                                               |
| Afrique du Sud James Thompson Matthew Brittain John Smith Sizwe Ndlovu | Grande-Bretagne Peter Chambers Rob Williams Richard Chambers Chris Bartley | Danemark Kasper Winther Morten Jørgensen Jacob Barsoe Eskild Ebbesen |

## Résultats

### Qualifications

#### Qualifications 1
| Rang | Rameurs                             | Pays           | Temps         | Notes |
| ---- | ----------------------------------- | -------------- | ------------- | ----- |
| 1    | Schürch, Tramer, Niepmann, Gyr      | Suisse         | 5 min 53 s 56 | Q     |
| 2    | Thompson, Brittain, Smith, Ndlovu   | Afrique du Sud | 5 min 54 s 62 | Q     |
| 3    | Winther, Jørgensen, Barsoe, Ebbesen | Danemark       | 5 min 55 s 64 | Q     |
| 4    | Danesin, Caianiello, Miani, Goretti | Italie         | 5 min 56 s 71 | R     |
| 5    | Fahden, Newell, la Cava, Prendes    | États-Unis     | 6 min 02 s 42 | R     |

#### Qualifications 2
| Rang | Rameurs                                 | Pays               | Temps         | Notes |
| ---- | --------------------------------------- | ------------------ | ------------- | ----- |
| 1    | Chambers, Williams, Chambers, Bartley   | Grande-Bretagne    | 5 min 49 s 29 | Q     |
| 2    | Edwards, Beltz, Cureton, Skipworth      | Australie          | 5 min 51 s 18 | Q     |
| 3    | Seibt, Wichert, Kühner, Kühner          | Allemagne          | 5 min 52 s 05 | Q     |
| 4    | Vetešník, Vetešník, Kopač, Vraštil, Jr. | République tchèque | 5 min 52 s 69 | R     |

#### Qualifications 3
| Rang | Rameurs                                | Pays     | Temps         | Notes |
| ---- | -------------------------------------- | -------- | ------------- | ----- |
| 1    | Moutton, Solforosi, Baroukh, Moreau    | France   | 5 min 50 s 79 | Q     |
| 2    | Lievens, Heijbrock, Muda, Muda         | Pays-Bas | 5 min 52 s 47 | Q     |
| 3    | Yu, Huang, Zhang, Wang                 | Chine    | 5 min 52 s 58 | Q     |
| 4    | Pawłowski, Siemion, Bernatajtys, Rańda | Pologne  | 5 min 53 s 52 | R     |

### Repêchages
| Rang | Rameurs                                 | Pays               | Temps         | Notes |
| ---- | --------------------------------------- | ------------------ | ------------- | ----- |
| 1    | Fahden, Newell, la Cava, Prendes        | États-Unis         | 6 min 00 s 86 | Q     |
| 2    | Danesin, Caianiello, Miani, Goretti     | Italie             | 6 min 01 s 66 | Q     |
| 3    | Vetešník, Vetešník, Kopač, Vraštil, Jr. | République tchèque | 6 min 02 s 23 | Q     |
| 4    | Pawłowski, Siemion, Bernatajtys, Rańda  | Pologne            | 6 min 04 s 46 | R     |

### Demi-finales

#### Demi-finales 1
| Rang | Rameurs                                 | Pays               | Temps         | Notes    |
| ---- | --------------------------------------- | ------------------ | ------------- | -------- |
| 1    | Chambers, Williams, Chambers, Bartley   | Grande-Bretagne    | 5 min 59 s 68 | Finale A |
| 2    | Schürch, Tramer, Niepmann, Gyr          | Suisse             | 6 min 00 s 97 | Finale A |
| 3    | Lievens, Heijbrock, Muda, Muda          | Pays-Bas           | 6 min 01 s 37 | Finale A |
| 4    | Seibt, Wichert, Kühner, Kühner          | Allemagne          | 6 min 02 s 10 | Finale B |
| 5    | Danesin, Caianiello, Miani, Goretti     | Italie             | 6 min 05 s 06 | Finale B |
| 6    | Vetešník, Vetešník, Kopač, Vraštil, Jr. | République tchèque | 6 min 06 s 85 | Finale B |

#### Demi-finales 2
| Rang | Rameurs                             | Pays           | Temps         | Notes    |
| ---- | ----------------------------------- | -------------- | ------------- | -------- |
| 1    | Winther, Jørgensen, Barsoe, Ebbesen | Danemark       | 6 min 03 s 53 | Finale A |
| 2    | Thompson, Brittain, Smith, Ndlovu   | Afrique du Sud | 6 min 04 s 21 | Finale A |
| 3    | Edwards, Beltz, Cureton, Skipworth  | Australie      | 6 min 05 s 31 | Finale A |
| 4    | Moutton, Solforosi, Baroukh, Moreau | France         | 6 min 06 s 90 | Finale B |
| 5    | Fahden, Newell, la Cava, Prendes    | États-Unis     | 6 min 08 s 44 | Finale B |
| 6    | Yu, Huang, Zhang, Wang              | Chine          | 6 min 08 s 47 | Finale B |

### Finales

#### Finale B
| Rang | Rameurs                                 | Pays               | Temps         | Notes |
| ---- | --------------------------------------- | ------------------ | ------------- | ----- |
| 1    | Moutton, Solforosi, Baroukh, Moreau     | France             | 6 min 08 s 37 |       |
| 2    | Fahden, Newell, la Cava, Prendes        | États-Unis         | 6 min 09 s 23 |       |
| 3    | Seibt, Wichert, Kühner, Kühner          | Allemagne          | 6 min 10 s 07 |       |
| 4    | Yu, Huang, Zhang, Wang                  | Chine              | 6 min 11 s 33 |       |
| 5    | Vetešník, Vetešník, Kopač, Vraštil, Jr. | République tchèque | 6 min 11 s 49 |       |
| 6    | Danesin, Caianiello, Miani, Goretti     | Italie             | 6 min 14 s 63 |       |

#### Finale A
| Rang | Rameurs                               | Pays            | Temps         | Notes |
| ---- | ------------------------------------- | --------------- | ------------- | ----- |
| 1    | Thompson, Brittain, Smith, Ndlovu     | Afrique du Sud  | 6 min 02 s 84 |       |
| 2    | Chambers, Williams, Chambers, Bartley | Grande-Bretagne | 6 min 03 s 09 |       |
| 3    | Winther, Jørgensen, Barsoe, Ebbesen   | Danemark        | 6 min 03 s 16 |       |
| 4    | Edwards, Beltz, Cureton, Skipworth    | Australie       | 6 min 04 s 05 |       |
| 5    | Schürch, Tramer, Niepmann, Gyr        | Suisse          | 6 min 09 s 30 |       |
| 6    | Lievens, Heijbrock, Muda, Muda        | Pays-Bas        | 6 min 11 s 39 |       |

## Sources
- Site officiel de Londres 2012
- (en) Site de la fédération internationale d'aviron
- (en) « Programme des compétitions »(Archive.org • Wikiwix • Archive.is • Google • Que faire ?)